# Tomaspis bicolor
Tomaspis bicolor är en insektsart som först beskrevs av Victor Antoine Signoret 1862.  Tomaspis bicolor ingår i släktet Tomaspis och familjen spottstritar. Inga underarter finns listade i Catalogue of Life.